# Parafia św. Jakuba Apostoła w Tłokini Kościelnej
Parafia Świętego Jakuba Apostoła w Tłokini Kościelnej – parafia rzymskokatolicka, znajdująca się w diecezji kaliskiej, w dekanacie Opatówek. Proboszczem parafii był do 13 listopada 2023 ks. kan. dr Jacek Paczkowski. Od 17 grudnia 2023 administratorem parafii jest ks. Łukasz Pondel.  